# Mimozyganthus carinatus
Mimozyganthus carinatus és l'única espècie del gènere Mimozyganthus i pertany a la família de les fabàcies. Aquesta espècie és autòctona d'Amèrica del Sud.

## Descripció
Arbust o arbre petit d'entre 3 a 5 metres d'altura, molt ramificat des de la base, de copa esclarissada, estreta i allargada. Les fulles són compostes i paripinnades, caduques, fasciculades, d'un color verd clar. Presenta d'1 a 3 parells d'eixos secundaris d'1,5 a 4 cm de longitud, cadascun amb aproximadament 15 parells de folíols de 2 a 4 mm de longitud, amb l'extrem arrodonit. Les branques es desenvolupen verticals, llargues i amb espines agudes de color marró rogenques, de 0,4 a 2 cm de longitud, disposades per parells en els nusos. L'escorça és d'un color castany fosc, rugosa amb làmines que es desprenen.
Les flors són perfectes, completes, molt menudes i d'uns 5 mm de longitud. El calze i la corol·la estan formats per 5 peces lliures. Presenten deu estams i l'ovari és súper. Les flors s'agrupen en inflorescències esfèriques (capítols), semblades a pompons, de color verd amb un peduncle molt curt, per aquesta raó pareix que estiguen adherides a la tija. El fruit és una beina membranosa, camusa, seca amb forma d'ou allargat, de 2 a 3,5 cm de longitud, de color castany clar a la maduresa i translúcida amb 1 o 2 llavors al seu interior.

## Observacions
En absència de flors i fruits es pot confondre's amb el tintitaco (Prosopis torquata), de port en general més baix i foliós amb l'extrem agut, no arrodonit.

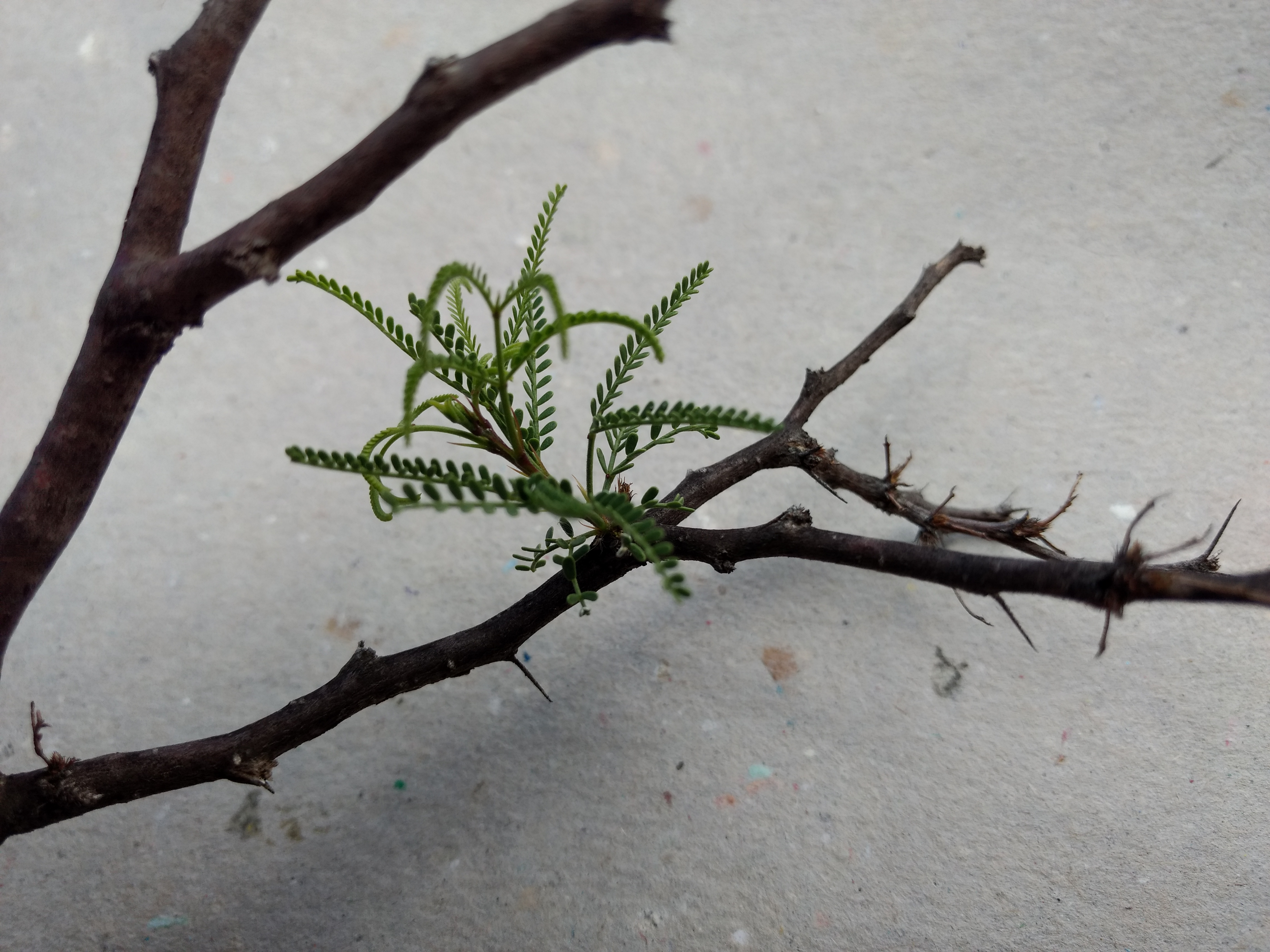
Fulles joves

## Distribució
Espècie relativament comú als terrenys àrids i en la vegetació de les planures i els altiplans, abunda en terrenys degradats. Es pot trobar a Bolívia, el Paraguai i l'Argentina.